# Mette-Marit, norveška prestolonaslednica
Mette-Marit, norveška prestolonaslednica (rojena Mette-Marit Tjessem Høiby), * 19. avgust 1973, Kristiansand, Norveška
Mette-Marit je žena kronskega princa Haakona, prestolonaslednika na norveški prestol. Kot Norvežanka brez kraljevskega porekla in mati samohranilka z neugodno preteklostjo je bila kontroverzna figura leta 2000 v času svoje zaroke s Haakonom. Po poroki leta 2001 je postala kronska princesa Norveške. V tej vlogi se zavzema za humanitarne projekte in umetnost in tudi sodeluje na uradnih obiskih doma in v tujini.

## Ozadje in izobrazba
Mette-Marit Tjessem Høiby se je rodila v Kristiansandu v južnem delu Norveške kot hčerka Svena O. Høibyja, ki je delal kot novinar pri lokalnem časopisu, in Marit Tjessem. Njeni starši so se ločili in njen oče se je kasneje poročil z Renate Barsgård. Ima sestro in dva starejša brata, eden izmed njiju je Per Hoiby, ki je izvršni direktor agencije za odnose z javnostmi Prve hiše. Njen krušni brat Trond Berntsen, ki je bil sin maminega drugega moža Rolfa Berntsena, je umrl v napadih na Norveško leta 2011. Mette-Marit je odrasla v Kristiansandu in preživela veliko vikendov in počitnic v bližnji dolini Setesdal in na obali, kjer se je naučila jadrati. Med svojo mladostjo je bila aktivna v lokalnem Slettheia mladinskem klubu, kjer je bila tudi aktivna vodja. Kot najstnica je igrala odbojko, kvalificirana kot sodnik in trener.
Po začetku šolanja na višji srednji šolu Oddernes v Kristiansandu je Mette-Marit preživela šest mesecev na srednji šoli Wangaratta, ki se nahaja v severovzhodni Viktoriji v Avstraliji kot dijakinja na izmenjavi z organizacijo za izmenjavo Youth For Understanding. Kasneje je obiskovala Kristiansand katedralskole, kjer je opravila svoje zaključne izpite v letu 1994. Po premoru od študija je nekaj mesecev delala za norveško-britansko gospodarsko zbornico v norveški hiši na Cockspur Street v Londonu, kjer sta v istem stanovanju prebivala kralj in kraljica Norveške v njunem obdobju izgnanstva med drugo svetovno vojno. Ko se je njena naloga v Londonu končala, se je Mette-Marit vrnila na Norveško, kjer je hodila na zasebno šolo Bjørknes in nato naredila examen philosophicum (predhodni univerzitetni izpit) na Agder University College.
Preden je spoznala prestolonaslednika Haakona Magnusa, je Mette-Marit doživela uporniško fazo. Kot študentka s krajšim delovnim časom si je vzela več časa za dokončanje svoje srednješolske izobrazbe, preden je vzela pripravljalne univerzitetne programov na Agderju. Nato je za eno leto delala v Cafe Engebret v Oslu.
V poznih 1990-ih se je Mette-Marit v svojem domačem kraju Kristiansand udeležila največjega norveškega rock festivala Quart. Spoznala je prestolonaslednika Haakona na vrtni zabavi v sezoni festivala Quart. Leta kasneje, ko je postala mati samohranilka, je spet srečala prestolonaslednika na drugi zabavi v zvezi s festivalom.
Od poroke naprej je Mette-Marit imela več tečajev na univerzitetni ravni. V letu 2012 je pridobila magisterij v izvršnem menedžmentu. Pri analizi prednikov Mette-Marit je bilo pokazano, da je bilo nekaj njenih prednikov (kot tudi nekaterih živečih sorodnikov) kmetov in ona je v daljnem povezana (pred 15. stoletjem) z norveškim in švedskim plemstvom.

## Zaroka in poroka
</gallery>
Ko je bila objavljena zaroka med prestolonaslednikom Haakonom in Mette-Marit, so nekateri Norvežani čutili, da je bila prestolonaslednikova izbira neveste neprimerna zaradi njene prejšnje socializacije v okolju, kjer so bile droge lahko dostopne. V času njune zaroke je bila Mette-Marit mati samohranilka sinu Mariusu Borgu Høibyju, ki je bil rojen 13. januarja 1997. Njen sin je leta 2012 povzročil morebitno varnostno tveganje kraljeve družine zaradi sproščenega objavljanja fotografij družinskega bivališča na internet. Mette-Marit naj bi uporabljala socialna omrežja in govorice so, da kraljeva družina ne sledi navodilom, da se zadržijo razkritju osebnih podatkov na socialnih omrežjih.
Njen prvi nastop po objavljeni zaroki 1. decembra 2000 kot bodoča prestolonaslednika nevesta je bil 20. decembra 2000 na slovesnosti Nobelove nagrade za mir. Na tiskovni konferenci je Haakon povedal, da sta bila z Mette-Marit skupaj že približno eno leto. Haakon je dal Mette-Marit isti zaročni prstan, ki sta ga dala njegov dedek kralj Olaf V. in njegov oče kralj Harald V. svojima zaročenkama.
Par se je poročil 25. avgusta 2001 v katedrali v Oslu. Po poroki je pridobila naziv "njena kraljevska visokost prestolonaslednica Mette-Marit Norveška". Sedaj živita na posestvu Skaugum izven Osla.
Par ima dva otroka:
- Njeno kraljevo visočanstvo princesa Ingrid Alexandra, rojena 21. januarja 2004 v Oslu.
- Njegovo visočanstvo princ Sverre Magnus, rojen 3. december 2005 v Oslu.

## Kraljeve dolžnosti in nadaljnja izobrazba
Oktobra 2005 je prestolonaslednica Mette-Marit spremljala prestolonaslednika Haakona, kralj Haralda in kraljico Sonjo na kraljevi turneji v Združeno kraljestvo v počastitev stoletnice neodvisnosti Norveške.
V letih med 2002 in 2003 se je prestolonaslednica zavezala razvojnemu študiju na Šoli za orientalske in afriške študije na Univerzi v Londonu, očitno brez diplomiranja. Bila je sprejeta tudi kot pripravnica na NORAD, razvojni organizaciji norveške vlade. Mette-Marit se udeležuje predavanj na fakultetah umetnosti in družbenih ved na Univerzi v Oslu.
Kronska princesa je posebna predstavnica UNAIDS in je obiskala Ženevo, da bi izvedela več o organizaciji, in Malavijo. V letu 2007 je kronska princesa podaljšala svojo zavezanost za posebnega predstavnika UNAIDS za dodatni dve leti. Skupaj s svojim možem se je avgusta 2006 udeležila mednarodne konference o aidsu v Torontu, kjer je služila kot član žirije v UNAIDS družini pod vodstvom nagrade rdečega traku.
Skupaj z UNAIDS je kronska princesa predsednica raznih drugih organizacij. To so Norveška skavtska zveza, Filmski festival Amandus, Mednarodni otroški filmski festival v Kristiansandu, festival komorne glasbe Risor, FOKUS Forum za ženske in razvojnih vprašanj, Norveški oblikovalni svet, Norveški rdeči križ, Norveški svet za duševno zdravje, Polno opremljena ladja Sorlandet in Mednarodni cerkveni glasbeni festival v Oslu.
Decembra 2008 je prejela letno nagrado Petter Dass, ki prepozna osebo, ki pomaga pri združevanju ljudi in Boga. Mette-Marit je objavila CD Sorgen og gleden z verskimi psalmi: prestolonaslednica je v knjižici zapisala "psalmi so vez med mano in Bogom, med mano in življenjem".
Njeni krščenci so:
- Princ Odisej-Kimon Grški in Danski, rojen 17. septembra 2004
- Princ Kristjan Valdemar Henri John Danski, rojen 15. oktobra 2005
- Emma Tallulah Behn, rojena 29. septembra 2008[20]
- Princ Oskar Karl Olof, vojvoda Skånski, rojen 2. marca 2016[21]

Če bo njen mož postal kralj, bo Mette-Marit postala tretja norveški kraljica soproga, ki je bila rojena kot meščanka. Prva je bil Désirée Clary, soproga Karla III. Janeza. Druga je njena tašča, sedanja kraljica Sonja, hči trgovca z oblačili, Karla Augusta Haraldsena, in Dagny Haraldsen (roj. Ulrichsen).

## Humanitarni sklad
Humanitarni sklad prestolonaslednika in prestolonaslednica je bil ustanovljen leta 2001 v zvezi s poroko prestolonaslednika in prestolonaslednice. Par je napovedal, da želi kot za poročno darilo donacije v sklad. Sklad namenja sredstva za humanitarne projekte na Norveškem in v tujini. Na Norveškem se sklad osredotoča predvsem na projekte, katerih cilj je izboljšanje pogojev za otroke in mlade. V tujini se sklad osredotoča predvsem na projekte, povezane z zdravjem in izobrazbo.

## Nazivi
- 19. avgust 1973 - 25. avgust 2001: Gospodična Mette-Marit Tjessem Høiby
- 25. avgust 2001 - danes: Njena kraljeva visokost kronska princesa Norveške